# Hyleas Fountain

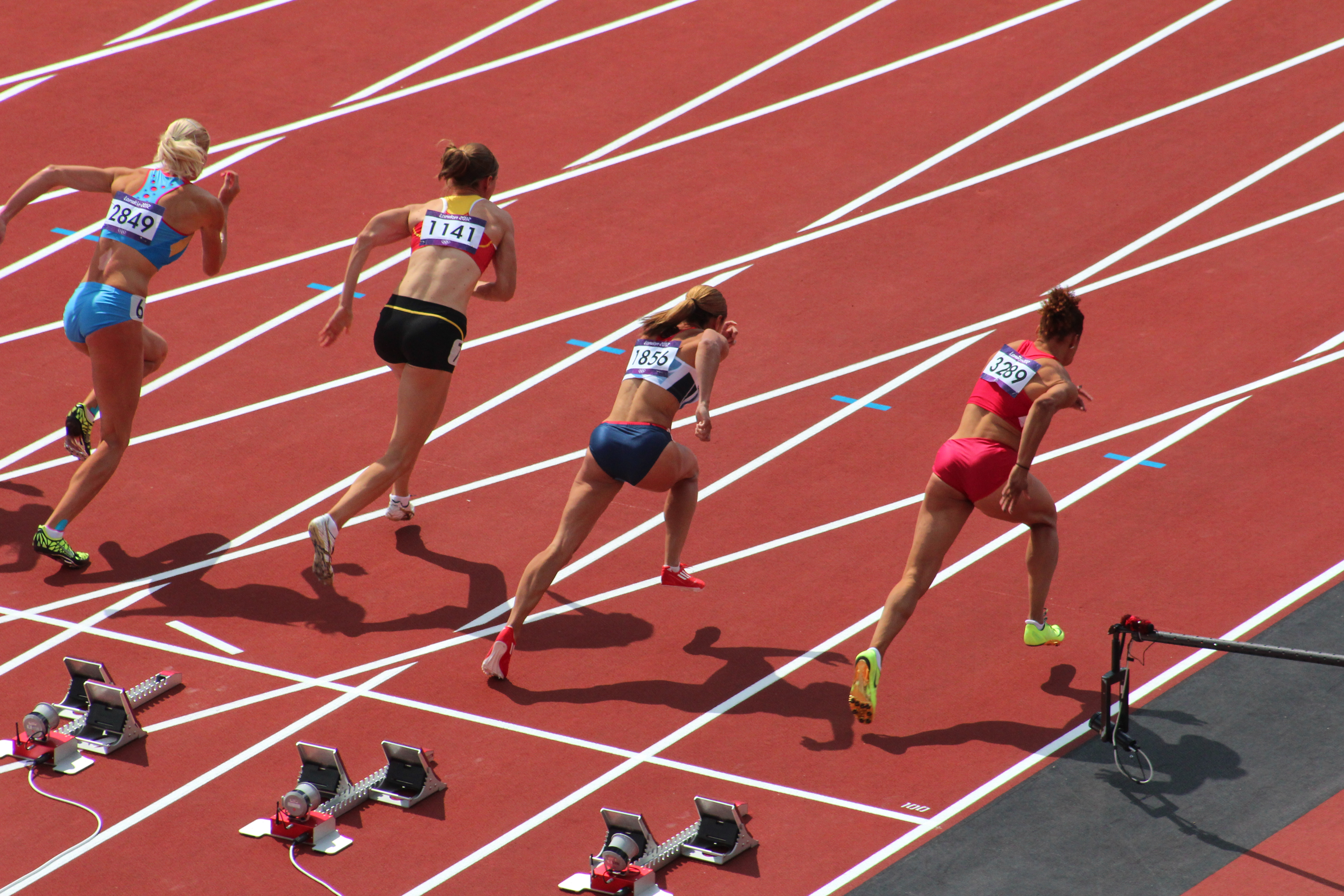
Imatge de l'atleta als Jocs Olímpics d'estiu de 2012.

Hyleas Fountain (nascuda el 14 de gener de 1981 a Columbus, Geòrgia) és una heptatleta nord-americana.
Fountain estudi en la Preparatòria Central Dauphin East en Harrisburg, Pennsilvània i la Universitat de Geòrgia. Fountain ha guanyat els campionats de la NCAA tant com en heptatló i salt de longitud. Foutain va ser entrenada sota les ordres de l'entrenador Mr. Al Moten.
El 2005, Fountain es va quedar en vintè lloc en el Campionat Mundial d'Atletisme i vuitè lloc en el Campionat Mundial d'Atletisme d'Interior de 2006.
El 2008, Fountain es va qualificar pels Jocs Olímpics de Pequín 2008 en guanyar en les proves olímpiques dels Estats Units amb una puntuació de 6667 punts en heptatló. El seu millor resultat en salt de longitud és de 6.88 metres.
En els Jocs Olímpics de Pequín, ella havia quedat en la posició per a una medalla de bronze, no obstant això la medallista de plata Lyudmila Blonska va resultar positiva en el seu test de droga, i Fountain va ser elevada a la posició d'una medalla de plata.